# Quercus orocantabrica
El roble orocantábrico (Quercus orocantabrica) es un árbol caducifolio de escaso porte (menos de 7 m), perteneciente a la familia Fagaceae; es un endemismo de la cordillera Cantábrica presente en Asturias, Cantabria, Castilla y León y en algunos puntos del sistema Ibérico Turolense, Es un roble de hojas parecidas al carbayo (Quercus robur), aunque de menor porte y que vive en ambientes muy diferentes (montañas silíceas).

## Descripción
El Quercus orocantabrica, se trata de un árbol de escaso porte, frecuentemente achaparrado o en forma de arbusto alto. Las hojas, que brotan tarde, recuerdan a las del carbayo, glabras por ambas caras, y con orejuelas en la base del limbo foliar. El pecíolo, aunque pequeño, es notorio y significativamente mayor que el del carbayo. El borde foliar tiene lóbulos redondeados más desiguales que los del carbayo.
El fruto es una bellota de menor tamaño que el Quercus robur, y como este último, tiene un pedúnculo largo (no tanto como en el carbayo). Son de base aplanada y extremo algo truncado.
Anteriormente se atribuyó al híbrido entre Q. robur y Q. petraea, el denominado roble rosado Q. x rosacea. Sin embargo, un estudio más detallado por investigadores de las universidades de Oviedo y León reconocieron que se trataba de una especie diferente.

### Diferencias conQuercus robur
- Porte menor, frecuentemente achaparrado o arbustivo

- Hábitat en montaña silícea, en laderas luminosas y secas, canchales, crestones cuarticos, de suelos pobres y condiciones climatológicas duras.

- Copa menos densa, con hojas de lóbulos más irregulares y tacto algo más coriáceo y rígido que en el carbayo. Pecíolo apreciable y mayor que en el carbayo, aunque siempre pequeño.

- Las bellotas del roble orocantábrico son más pequeñas, casi redondeadas (subglobosas), de extremo algo truncado y base aplanada, cubierta por una cúpula corta y pilosa. El pedúnculo que sujeta el fruto es largo, aunque algo menor que el del carbayo.

## Distribución y hábitat
Los robles orocantábricos se distribuyen por la cordillera Cantábrica, desde Sanabria y Ancares. Encontrándose también en el sistema Ibérico, donde alcanza Teruel. Es particularmente abundante en los robledales altos de solana del bosque de Muniellos (Asturias), por ejemplo.
Crecen en altitudes de los 1.200 m s. n. m. a los 1.800 m s. n. m., y soportan mejor climas más continentales y fríos que el carbayo.
Asientan sobre suelos pobres de naturaleza silícea, principalmente cuarcitas, y otras rocas ácidas. Ocupa canchales y pedrizas, farallones rocosos expuestos, puertos de montaña, laderas soleadas. 
Resiste bien la dura climatología de la montaña alta cantábrica, con heladas, nieves, ventiscas, nieblas y calores. Parece ser un antiguo roble ibérico, ya presente en las glaciaciones del Cuaternario.
En el sotobosque le acompañan ericáceas como el brezo rojo (Erica australis subsp. aragonensis), la uz (Erica arborea), o el brezo cantábrico (Daboecia cantabrica). Se encuentran asimismo arándanos (Vaccinium myrtillus) y leguminosas arbustivas (Genista florida, Cytisus cantabricus), acompañados por otros arbolillos, principalmente abedules celtibéricos (Betula celtiberica), serbales (Sorbus aucuparia) y en zonas más favorables mostajos (Sorbus aria), acebos (Ilex aquifolium), etc. Es frecuente que los troncos y ramas del roble orocantábrico tengan una densa cobertura de líquenes cortícolas y epífitos, como las barbas de capuchino (Usnea sp).

## Taxonomía
Quercus orocantabrica fue descrita en 2002 por Salvador Rivas Martínez, de la Universidad Complutense, Tomás Díaz, de la de Oviedo, Ángel Penas y Félix Llamas, de la de León, y publicado en Itinera Geobotanica 15: 706. 2002.

### Etimología
Quercus: epíteto latino que designa igualmente al roble y a la encina.
orocantabrica: epíteto geográfico, alusivo a la montaña (del griego oros = montaña) de la cordillera Cantábrica.